# Cerkev sv. Kozme in Damijana, Krka
Cerkev sv. Kozme in Damijana leži v vasi Krka v občini Ivančna Gorica in spada med sakralno stavbno dediščino.
Cerkev je bila prvič omenjena leta 1135, v 18. stoletju je bila večkrat prezidana. Danes je večladijska baročna cerkev s polkrožno obokano kripto in fragmentarno figuralno poslikavo. Cerkev stoji v jugozahodnem delu naselja.
V zvoniku so od leta 1994 obešeni štirje bronasti zvonovi livarne Perner iz Passaua, ki so zamenjali tri železne, kupljene po prvi svetovni vojni kot nadomestilo za odvzete bronaste. Pojejo v tonih c' - es' - f' - g', veliki zvon pa tehta okoli 2,4 tone.